# Cihalotrina
Las cihalotrinas son un grupo de piretroides sintéticos, usados como insecticidas agrícolas de amplio espectro para el control de plagas.

## Ingrediente activo
Es un piretroide sintético no sistémico, de gran capacidad de penetración, con actividad insecticida por contacto e ingestión, con buen efecto de choque y buena persistencia que actúa sobre el sistema nervioso de los insectos alternando el flujo de iones a través de la membrana nerviosa. Se ha observado que los piretroides que poseen un grupo α-ciano causan una mayor prolongación del aumento transitorio de la permeabilidad de la membrana nerviosa durante la excitación. El insecto que recibe una dosis suficiente entra en fase de agitación seguida de una parálisis que conduce a la muerte. Produce una fuerte repelencia que evita reinvasiones de insectos en el cultivo. Es activo sobre insectos adultos y también sobre los diferentes estados larvarios en especial de Lepidópteros y Dípteros. También proporciona un buen control preventivo de los virus de las plantas transmitidos por insectos.
Gracias a su potencial insecticida se aplica en dosis muy bajas en sustancia activa/ha (de 5 a 30 g/ha) con lo que la cantidad de residuos que deposita en la cosecha es muy pequeña. Se fotodegrada rápidamente y es insoluble en agua. Es prácticamente inmóvil en el suelo con una vida inferior a 14 días en suelos limosos y de 28 a 56 días en arcillo-limosos, con riesgo muy limitado de contaminar acuíferos. En suelos aeróbios se degrada por vía hidrólica y oxidativa siendo una vida media de unas tres semanas. También se dispersa y reduce por vía microbiana cuya eficiencia disminuye si la humedad del suelo es muy baja o temperatura superior a 35 °C. Se considera poco persistente, llegando a ser su persistencia de 12 semanas.

## Campo de actividad
Entre las numerosas plagas que controla destacan: arañas rojas (Tetranychus spp), catarina de la papa (Leptinotarsa decemineleata), chinche café del sorgo (Oebalus mexicana), gusano alfiler (Keiferia lycopersicella), gusano bellotero o de la yema (Heliothis virescens), gusano bellotero o de la fruta (Helicoverpa zea), gusano cogollero (Spodoptera frugiperda), gusano del fruto de las cucurbitaceas (Helicoverpa armigera), gusano falso medidor (Trichoplusia ni), gusano soldado (Spodothera exigua), gusanos del fruto (Heliothis sp), mariposita blanca de la col (Pieris rapae), mosca de la fruta del Mediterráneo (Ceratitis capitata), mosca migde (Catarina sorghicola), mosquita algodonosa (Aleurotrhixus floccosus), mosquita blanca (Trialeurodes vaporariorum), mosquita blanca del algodón (Bemisia tabaci), mosquita blanca del jitomate (Bemisia argentifolli), palomilla dorso del diamante (Plutella xylostella), pulgón del algodón y la col (Aphis gossypii), Myzus persicae, trips del algodón (Thrips tabaci), trips occidental de las flores (Frankinella occidentalis), etc en cultivos de aguacate, ajo, algodón, brócoli, cebolla, chile, col, jitomate, frijol, maíz, papa, soya y trigo.

## Recomendaciones de uso
No resulta fitotóxico para los cultivos ni la temperatura afecta su eficacia. Gracias a su lipofilia el producto es fácilmente retenido sobre los cultivos tratados evitándose el lavado por lluvia. Cuando se vaya a aplicar sobre crucíferas se recomienda adicionar un mojante a base de éter nonfenil polietienglicol o polipropilenglicol, éstos cultivos, como el nabo, es importante la acción repelente de lambdacihalotrina contra Myzus persicae, transmisor del Virus del mosaico (TuMV). Puede resultar peligroso para los crustáceos en época de reproducción. Se recomienda evitar la contaminación de las aguas. Puede utilizarse en programas de lucha integrada en arroz. Extremadamente tóxico a peces y abejas. Ligeramente tóxico a aves.